# دوري الدرجة الأولى الغامبي 2005
دوري الدرجة الأولى الغامبي 2005 هو موسم من دوري الدرجة الأولى الغامبي. أشرف على تنظيمه اتحاد غامبيا لكرة القدم، وكان عدد الأندية المشاركة فيه 10، وفاز فيه نادي واليدان.